# 세드리크 아운톤지
세드리크 아운톤지(프랑스어: Cédric Hountondji, 1994년 1월 19일 ~ )는 리그 2 클럽 앙제에서 센터백으로 뛰고 있는 베냉의 프로 축구 선수이다. 프랑스에서 태어난 그는 베냉 국가대표팀에서 뛰고 있다.

## 구단 경력
아운톤지는 렌 유소년팀을 거쳐 2013년 8월 17일, 니스와의 원정 경기에서 리그 1 데뷔 전을 치렀고, 2-1로 패하였다. 그는 이후 샤토루와 오세르 두 리그 2의 클럽에서 임대 생활을 하다가 2016년에 동료 리그 2의 가젤레크 아작시오로 이적했다.
그는 2018년 1월 11일, 메이저 리그 사커의 뉴욕 시티 FC와 계약했다. 그는 2019년 1월 28일, 뉴욕에 의해 면제되었다.
2019년 3월 14일, 아운톤지는 불가리아의 레프스키 소피아와 연장 옵션으로 시즌이 끝날 때까지 계약을 체결했다.
2022년 7월 18일, 아운톤지는 4년 계약으로 리그 2의 앙제에 입단했다.

## 국가대표팀 경력
아운톤지는 프랑스에서 베냉인 아버지와 프랑스인 어머니 사이에서 태어났고 이중 국적을 가지고 있다. 그는 다양한 국제 청소년 수준에서 프랑스를 대표했다.
2017년 3월 25일, 그는 1-0으로 패한 모리타니와의 친선 경기에서 베냉 국가대표팀에 데뷔했다.